# El Heraldo (Colombia)
El Heraldo es un periódico colombiano con sede en Barranquilla, fundado el 28 de octubre de 1933 por Alberto Pumarejo, Juan B. Fernández Ortega y Luis Eduardo Manotas Llinás. Es el diario de mayor circulación en la Región Caribe de Colombia y el quinto más leído a nivel nacional . Su presidente es Juan Pablo Bojanini y su directora general es Erika Fontalvo, desde el 1 de marzo de 2020. 

## Historia
El Heraldo debe su nombre a un concurso popular ganado por la joven barranquillera Alicia Pacheco Hoyos. Para su edición, sus fundadores adquirieron la vieja máquina del Diario del Comercio.
La primera sede del diario fue una casona de la calle Ancha. Cinco años después de fundado, El Heraldo se trasladó a una sede más amplia en la calle Real (33). Años más tarde se construyó la actual sede, mucho más grande y moderna, en la calle 53B # 46-25. Se adquirió entonces una máquina Goss de impresión en caliente, en reemplazo de la máquina adquirida al Diario del Comercio. Luego se pasó a una máquina Goss Community, con la cual se inició la impresión en el sistema ófset y a full color (1980 - 1996). Actualmente se utiliza para la impresión del periódico tres rotativas Goss Urbanite.

## Revistas adicionales deEl Heraldo
El Heraldo publica además del cuerpo general del periódico algunos cuadernillos o revistas:
- M!ércoles hoy Revista Miércoles  (Variedades).
- Hey! (miércoles y jueves gratis para jóvenes en Universidades y en la calle).
- Clasificados H (jueves . Viene con el periódico y cuenta con ofertas de servicios y productos).
- Sí (viernes - Espectáculos).
- Gente Caribe (sábados - Personajes semanales
- El Dominical (domingos - Cultura).
- El Heraldito (domingos - Revista para niños).
- Área Caribe (Mensual - Oferta de inmuebles y tendencias sobre decoración y estilo).
- + Negocios (Mensual - Economía y negocios de la región Caribe).

El Heraldo en el ámbito digital
- elheraldo.co Sitio generalista que desde el año 2000 ofrece contenido al minuto de los sucesos nacionales e internacionales. Según reportes de ComsCore en junio de 2015 alcanzaba algo más de 1 millón de personas en desktop y móviles en Colombia. Sus propios reportes señalan que reciben unas 9 millones de visitas cada mes en todo el mundo.

- Tienda EH Es un sitio web de comercio en línea en el que venden artículos y servicios con valores diferenciales para sus audiencias.
- Clasificados H Las páginas de clasificados y su revista están disponible en un portal web. Los usuarios pueden también subir sus anuncios y divulgarlos desde la plataforma digital.